# Képzeletbeli barátok
A Képzeletbeli barátok (eredeti cím: IF) 2024-ben bemutatott amerikai vegyes technikájú fantasy-vígjáték, amelyben valós és számítógéppel animált díszletek, élő és számítógéppel animált szereplők közösen szerepelnek. A forgatókönyvírója, rendezője és társproducere John Krasinski. A főbb szerepekben Cailey Fleming, Ryan Reynolds, John Krasinski, Fiona Shaw, Alan Kim és Liza Colón-Zayas látható.
Amerikában 2024. május 17-én mutatta be a Paramount Pictures. Magyarországon egy nappal hamarabb, május 16-án jelent meg az UIP-Dunafilm forgalmazásában. Általánosságban vegyes véleményeket kapott a kritikusoktól, és világszerte több mint 184 millió dollárt gyűjtött.

## Cselekmény
A tizenkét éves Bea beköltözik nagymamája, Margaret New York-i lakásába. Apja szívműtétre vár abban a kórházban, ahol évekkel korábban a kislány édesanyja rákban meghalt. A lány dühöng apja játékos bohóckodásai miatt, mert úgy érzi, éretten tudja kezelni a helyzetet. Egyik este Bea elmegy töltőt venni anyja régi videókamerájához. Egy ismeretlen lényt vesz észre, amit követni kezd nagymamája házáig. Másnap újra látja a lényt, egy férfi kíséretében. Bea követi őket egy közeli házba, ahol a Cal nevű férfi visszaszerez egy nagy, szőrös, lila lényt, akit Kéknek hívnak. Találkozik a másik lénnyel is, egy Virág nevű pillangószerű lénnyel, és a látványtól elájul. Cal lakásában ébred fel, ahol megtudja, a férfi képzeletbeli barátokkal, becenevükön KB-ékkel dolgozik. Új gyerekeknél helyezi el őket, miután eredeti barátaik felnőttek és elfelejtették őket. Bea kezdetben vonakodik, de végül úgy dönt, segít Calnak.
Másnap Cal elviszi Beát a Memory Lane nyugdíjasotthonba, a Coney Islanden egy hinta alatt található KB-közösségbe. Ott bemutatja Beát Lewisnak, egy idős mackónak, az intézmény vezetőjének. Ő arra inspirálja Beát, hogy használja fel fantáziáját a létesítmény átalakítására, Cal legnagyobb bosszúságára. Bea megpróbálja összepárosítani az egyik KB-ét Benjaminnal, a kórház fiatal betegével. Bea, Cal és Lewis meghallgatást tart a KB-knek, de Benjamin egyiket sem látja. A motiválatlan Bea Lewisszal beszélget a Coney Island-i mólón. A férfi ötletet ad neki: talán a KB-éknek nem új gyerekekre van szükségük, hanem a régiekkel való újbóli találkozásra.
Nagymamájával beszélgetve meglát egy képet, amelyen az idős nő fiatal táncosként látható, a kép hátterében felismeri Virágot. Rájön arra, hogy Virág a nagymamája KB-je volt, ezért Bea úgy dönt, kipróbálja Lewis ötletét. Nagyanyja egyik lemezének lejátszása táncra ösztönzi Margaretet, és eszébe jut Virág, ami reményt ébreszt Beában. Egy tippet követve Bea, Cal és Kék megtalálják Kék eredeti gyerekét, Jeremyt, aki immár felnőtt férfiként próbál vállalkozást indítani. Bea egy friss croissant-t eszik Jeremy előtt, emlékeztetve őt a szülei péksége feletti gyerekkori otthonára. Jeremy eléggé vissza tud emlékezni Kékre, így a KB megadja Jeremynek az üzleti prezentációjához szükséges önbizalmat.
Aznap este Bea megérkezik Margarethez, aki sietve készülődik vissza a kórházba, mert komplikáció lépett fel a kislány apjának kezelése során. Bea felsiet az emeletre Calhoz, a KB megvigasztalja őt. Amikor Bea azt mondja, nem akar örök búcsút venni apjától, Cal azt tanácsolja, inkább meséljen neki egy történetet. Mindannyian elkísérik a kórházba. A kórházban egy nővér megnyugtatja Beát, apja rendbe fog jönni. Elmesél neki egy történetet arról, hogyan próbált görcsösen felnőtt módjára viselkedni, pedig még csak gyerek, akinek még mindig szüksége van az apjára. Apja felébred és megölelik egymást. Amikor Bea kimegy a kórházi szobájából, azt látja, hogy az összes KB eltűnt.
Bea felmegy köszönetet mondani Calnak, de senki nem nyit ajtót. A háztulajdonos nő megmutatja Beának az ajtót, mely egy régi raktárhelyiségbe nyílik. Miután apját kiengedik a kórházból, Beával összecsomagolnak és hazafelé készülnek. Bea talál egy régi képet, amit ő maga festett, önmagáról, a szüleiről és egy Calvin nevű bohócról. Hirtelen rádöbben: Cal az ő saját KB-je, akit az anyja halála után elfelejtett. Berohan a szobájába, megköszöni neki a segítséget, és biztosítja afelől, hogy mindig szüksége lesz rá. Ezáltal Bea újra láthatja Calt és az KB-éket. Miután Bea és az apja elhajtanak, Margaret megkérdezi Virágot, bemehetnének-e ketten, aminek hatására Virág rájön, Margaret látja őt.
Valamivel később Cal elkezdi újraegyesíteni a KB-éket eredeti, immár felnőtt barátaikkal. Benjamin találkozik saját KB-jával, egy karikatúraszerű sárkánnyal, szemüveggel és begipszelve. Bea és az apja hazatérnek, ahol az apa megbotlik saját KB-jában, egy láthatatlan, Keith nevű fiúban.

## Szereplők
| Élőszereplő        | Színész              | Magyar hang          |
| ------------------ | -------------------- | -------------------- |
| Bea                | Cailey Fleming       | Hegedűs Johanna      |
| Cal                | Ryan Reynolds        | Nagy Ervin           |
| Bea apja           | John Krasinski       | Kovács Lehel         |
| Bea nagymamája     | Fiona Shaw           | Menszátor Magdolna   |
| Benjamin           | Alan Kim             | Gyetvai Martin       |
| Janet              | Liza Colón-Zayas     | Réti Szilvia         |
| Jeremy             | Bobby Moynihan       | Törköly Levente      |
| Bea anyja          | Catharine Daddario   | Sipos Eszter Anna    |
| Animációs szereplő | Eredeti hang         | Magyar hang          |
| Kék                | Steve Carell         | Kassai Károly        |
| Virág              | Phoebe Waller-Bridge | Bertalan Ágnes       |
| Lewis              | Louis Gossett Jr.    | Papp János           |
| Bubi               | Awkwafina            | Gubik Petra          |
| Uni                | Emily Blunt          | Németh Borbála       |
| Űrhajós            | George Clooney       | Szabó Sipos Barnabás |
| Jég                | Bradley Cooper       | Ficza István         |
| Napcsi             | Matt Damon           | Stohl András         |
| Banán              | Bill Hader           | Rába Roland          |
| Rajztanár          | Richard Jenkins      | Barbinek Péter       |
| Nyálcsimbók        | Keegan-Michael Key   | Zöld Csaba           |
| Mályvacukor        | John Krasinski       | Nikas Dániel         |
| Oktocica           | Blake Lively         | Nemes Takách Kata    |
| Viola              | Allyson Seeger       | Nádasi Veronika      |
| Mágusegér          | Sebastian Maniscalco | Király Attila        |
| Cosmo              | Christopher Meloni   | Kőszegi Ákos         |
| Szellemkirály      | Matthew Rhys         | Szabó Máté           |
| Szuperkutya        | Sam Rockwell         | Rajkai Zoltán        |
| Ali                | Maya Rudolph         | Létay Dóra           |
| Gumimaci           | Amy Schumer          | Peller Anna          |
| Robot              | Jon Stewart          | Csuha Lajos          |
| Keith              | Brad Pitt            | Nem beszél           |

### Magyar változat
- Magyar szöveg: Zalatnay Márta
- Hangmérnök: Salgai Róbert
- Vágó: Bogdán Gergő
- Gyártásvezető: Kablay Luca
- Szinkronrendező: Molnár Ilona
- Produkciós vezető: Pogrányi-Németh Napsugár

A szinkront az Iyuno Hungary készítette el.

## A film készítése
2019 októberében a Paramount Pictures lekörözte többek között a Lionsgate és a Sony stúdiókat, hogy megszerezze a Képzelbeli barátok jogait, a John Krasinski és Ryan Reynolds által közösen készített projektet, amelynek Krasinski lett az írója és rendezője. 2021 októberében Phoebe Waller-Bridge és Fiona Shaw csatlakozott a stábhoz. 2022 januárjában Steve Carell, Alan Kim, Cailey Fleming és Louis Gossett Jr. csatlakozott a szereplőgárdához. A filmben Krasinski és Carell újra együtt szerepelnek, akik az Office (2005-2013) című sorozatban játszották Jim Halpert és Michael Scott szerepét. 2022 augusztusában Bobby Moynihan is bekerült a szereposztásba.
A forgatás 2022. augusztus 31-én kezdődött Janusz Kamiński operatőrrel, és 2023. május elején fejeződött be. A Framestore biztosította a vizuális effekteket és az animációt. Arslan Elver animációs rendező és Chris Lawrence VFX-felügyelő Krasinski mellett dolgozott a forgatáson, valamint az elő- és utómunka során. A filmet Gossett Jr. emlékének szentelték, aki a film megjelenése előtt elhunyt.

## Bemutató
A Képzeletbeli barátokat a Paramount Pictures 2024. május 17-én adta ki az Egyesült Államokban, miután az eredetileg 2023. november 17-re tervezett megjelenési dátumot először 2024. május 24-re halasztották, később pedig egy héttel előbbre hozták.

### Médiakiadás
A filmet a Paramount Home Entertainment 2024. június 18-án adta ki digitális platformokon. Megjelenése Ultra HD Blu-rayen, Blu-rayen és DVD-n 2024. augusztus 13-án várható.